# Rafał Kaczmarczyk
Rafał Zbigniew Kaczmarczyk (ur. 2 czerwca 1972 w Dzierzgoniu) – polski piłkarz występujący na pozycji pomocnika.
Kaczmarczyk swoją karierę rozpoczął w Powiślu Dzierzgoń. Jeszcze w latach 80. zapoczątkował swe występy w gdańskiej Lechii. Na wiosnę 1995 roku przeniósł się do Stomilu Olsztyn, w którym spędził prawie 4 sezony. W tym czasie zdołał zdobyć 10 bramek dla olsztyńskiego klubu. W 1998 roku warmińskie ziemie zamienił na łódzkie tereny jednocześnie przywdziewając koszulkę Widzewa Łódź. 3 lata później przeniósł się na Śląsk, gdzie podjął się gry w zabrzańskim Górniku. W sezonie 2002/2003 zdobył dla tego zespołu 5 bramek. Po owym sezonie piłkarza zapragnęli mieć w swych szeregach włodarze Dyskobolii Grodzisk Wielkopolski. W klubie tym w sezonie 2004/2005 Kaczmarczyk wywalczył Puchar Polski. W sezonie 2005/2006 reprezentował barwy Górnika Łęczna. W sezonie 2006/2007 i 2007/2008 grał w Orkanie Rumia, gdzie zakończył piłkarską karierę. Obecnie jest trenerem GOSRiT Luzino.

## Kariera reprezentacyjna
Rafał Kaczmarczyk dwukrotnie wystąpił w reprezentacji Polski. Zadebiutował w 1996 roku, natomiast swój drugi i jak dotąd ostatni mecz w koszulce z orłem na piersi rozegrał rok później.
| l.p. | Data             | Miejsce   | Przeciwnik | Rezultat | Rozgrywki  | Grał   | Uwagi |
| ---- | ---------------- | --------- | ---------- | -------- | ---------- | ------ | ----- |
| 1.   | 27 sierpnia 1996 | Bełchatów | Cypr       | 2-2      | towarzyski | od 64' |       |
| 2.   | 17 lutego 1997   | Derinia   | Łotwa      | 3-2      | towarzyski | od 62' |       |